# Deutzia discolor
Deutzia discolor là một loài thực vật có hoa trong họ Tú cầu. Loài này được Hemsl. mô tả khoa học đầu tiên năm 1887.